# Häringe-Hammersta
Häringe-Hammersta este o arie protejată (arie specială de conservare — SAC, sit de importanță comunitară — SCI) din Suedia întinsă pe o suprafață de 1.155,8 ha, integral pe uscat.

## Localizare
Centrul sitului Häringe-Hammersta este situat la coordonatele 59°01′55″N 18°01′48″E / 59.032°N 18.03°E.

## Înființare
Situl Häringe-Hammersta a fost declarat sit de importanță comunitară în decembrie 1995 pentru a proteja un număr necunoscut de specii din flora spontană și fauna sălbatică aflate în arealul zonei. Situl a fost protejat și ca arie specială de conservare în martie 2011.

## Biodiversitate
Situată în ecoregiunile boreală și marină baltică, aria protejată conține 7 habitate naturale: Golfuri mici largi și golfuri puțin adânci, Păduri pe pante, grohotișuri și ravene de Tilio-Acerion, Pășuni de coastă din Baltica boreală, Taiga vestică, Pășuni din zone de pădure fino-scandinave, Păduri caducifoliate bătrâne naturale hemiboreale fino-scandinave (Quercus, Tilia, Acer, Fraxinus sau Ulmus) bogate în specii epifite, Pante stâncoase silicioase cu vegetație casmofită.
La baza desemnării sitului se află un număr nedeclarat de specii protejate.